# Корпорація «Безсмертя» (фільм)
«Корпорація „Безсмертя“» (англ. Freejack - дослівний переклад – «Вільна людина»;також відомий як «Утікач»,«Утікач з того світу») — американський фантастичний бойовик 1992 року.

## Сюжет
У 1991 році знаменитий автогонщик Алекс Ферлонг гине під час одного із заїздів чемпіонату світу. 2009 рік. Техніка досягла небувалих висот, могутня корпорація займається тим, що забирає з минулого людей. Тіла цих людей використовують для того, щоб в них переселяти літніх заможних людей. За кілька секунд до загибелі, Алекса Ферлонга висмикують з машини і переносять у майбутнє. Автогонщик тікає прямо з-під ножа хірурга і на нього починають полювати.

## У ролях
| Актор              | Роль             |
| ------------------ | ---------------- |
| Еміліо Естевес     | Алекс Ферлонг    |
| Мік Джаггер        | Вейсендак        |
| Рене Руссо         | Джулі Редланд    |
| Ентоні Гопкінс     | МакКендлесс      |
| Джонатан Бенкс     | Мічелетті        |
| Девід Йохансен     | Бред             |
| Аманда Пламмер     | монахиня         |
| Гранд Л. Буш       | Буні             |
| Френкі Фейзон      | Орел людина      |
| Джон Ши            | Морган           |
| Есай Моралес       | різник           |
| Вілбур Фіцджеральд | Ернгарт          |
| Джеррі Голл        | ведуча новин     |
| Глен Тротінер      | технік 1         |
| Джоді Водделл      | технік 2         |
| Дж. Дон Фергюсон   | промоутер        |
| Том Барнс          | містер Плагс     |
| Майка Старр        | кошлатий чоловік |

## Саундтрек
| Список треків | Список треків                                    | Список треків |
| #             | Назва                                            | Тривалість    |
| ------------- | ------------------------------------------------ | ------------- |
| 1.            | «Hit Between the Eyes - Scorpion»                | 4:32          |
| 2.            | «Emotional Earthquake - 2 Die 4»                 | 4:31          |
| 3.            | «International Bright Young Thing - Jesus Jones» | 3:12          |
| 4.            | «Sugar Ray - Jesus & Mary Chain»                 | 4:39          |
| 5.            | «Freejack Main Title - Trevor Jones»             | 2:30          |
| 6.            | «Mona Lisa Smiles - Jane Child»                  | 5:04          |
| 7.            | «Break the Spell - Eleven»                       | 2:13          |
| 8.            | «Thieves - Ministry»                             | 5:00          |
| 9.            | «Down in Flames - Little Feat»                   | 6:24          |
| 10.           | «Alex and Julie's Love Theme - Trevor Jones»     | 2:07          |
| 40:12         |                                                  |               |